# Dörby distrikt
Dörby distrikt är ett distrikt i Kalmar kommun och Kalmar län.
Distriktet ligger väster om och i Kalmar.

## Tidigare administrativ tillhörighet
Distriktet inrättades 2016 och utgörs av del av det område som Kalmar stad omfattade före 1971, i delen som före 1965 utgjorde Dörby socken.
Området motsvarar den omfattning Dörby församling hade vid årsskiftet 1999/2000.